# Ácido nipecótico
El ácido nipecótico es un inhibidor de la captación del ácido gamma-aminobutírico (GABA) que promueve la liberación de este neurotransmisor.

## Efectos
El ácido nipecótico tiene efecto anticonvulsivo cuando se inyecta en los ventrículos cerebrales de ratones y se ha demostrado que inhibe la recaptación del GABA en astrocitos y neuronas cultivadas. Sin embargo, el ácido nipecótico no cruza la barrera hematoencefálica.
Muchos de los antagonistas de los transportadores de GABA han sido el resultado de modificaciones químicas del ácido nipecótico. Estas modificaciones químicas incluyen la adición de grupos lipófilos que permiten la transferencia de antiepilépticos putativos a través de la barrera hematoencefálica; sin embargo, estas modificaciones también han afectado la acción farmacológica de estas moléculas, produciendo inhibidores altamente selectivos para subtipos de transportadores de GABA específicos.
Dado lo anterior, el clorhidrato de tiagabina se forma al unir el ácido nipecótico con un ancla lipófila a través de una cadena alifática, lo que permite que la tiagabina cruce fácilmente la barrera hematoencefálica. Por eso la tiagabina es un derivado de este fármaco.
El ácido nipecótico es de investigación clínica.